# Distrofia
Per distrofia  (da dis- e -trofia = dýstrophos ‘malnutrito’), si intende una anomalia nutrizionale di un organo o di un tessuto. Tale anomalia può verificarsi sia per eccesso (ipertrofia), che per difetto (ipotrofia).

## Tipologia
- Distrofia delle venti dita
- Distrofia epiteliale microcistica di Cogan
- Distrofia miotonica
- Distrofia multisistemica
- Distrofia muscolare
- Distrofia muscolare di Becker
- Distrofia muscolare di Duchenne
- Distrofia muscolare di Emery-Dreifuss
- Distrofia muscolare facio-scapolo-omerale
- Distrofia simpatica riflessa
- Endocardiosi